# Współczynnik Sørensena
Współczynnik Sørensena, znany także jako współczynnik podobieństwa Sørensena, to wielkość używana do porównania podobieństwa dwóch próbek. Został wprowadzony przez botanika Thorvalda Sørensena w 1948 roku.
Dany jest on wzorem
{\displaystyle QS={\frac {2\cdot C}{A+B}},}
gdzie {\displaystyle A} i {\displaystyle B} są liczbami gatunków na stanowiskach A i B, odpowiednio, a {\displaystyle C} jest liczbą gatunków wspólnych dla obu stanowisk. Wyrażenie to jest łatwo rozszerzyć do porównywania dowolnych zasobów. Ta ilościowa wersja współczynnika Sørensena jest znana także jako indeks Czekanowskiego. Współczynnik Sørensena jest równy współczynnikowi Dice’a, który jest zawsze w przedziale {\displaystyle [0,1].} Czasami jest też on używany jako miara odległości {\displaystyle 1-QS,} jest równe z odległością Hellingera i odległością Braya-Curtisa.
Współczynnik Sørensena jest głównie używany w analizie danych ekologicznych (np. Looman & Campbell, 1960). Uzasadnienie do jego stosowania jest bardziej empiryczne niż teoretyczne (choć może być ono uzasadnione teoretycznie jako przecięcie dwóch zbiorów rozmytych). W porównaniu do odległości Euklidesowej, odległość Sørensena jest bardziej wrażliwa na zróżnicowane zestawy danych i zwraca mniejszą uwagę na skrajne dane.